# Francisco Pizarro González
Francisco Pizarro González (Trujillo, Regne de Castella, 16 de març de 1478 - Lima, Governació de Nova Castella, 26 de juny de 1541) fou un conqueridor i marquès extremeny.
Pizarro va integrar l'expedició que va descobrir el Mar del Sud (Oceà Pacífic), empresa liderada per Vasco Núñez de Balboa el 1513. El 1532, després de capturar i ajusticiar a l'Inca Atahualpa, va poder imposar-se sobre l'Imperi incaic amb ajuda de diversos cacics locals, conquistant l'esmentat estat imperial el centre de govern del qual es trobava a l'actual Cusco, el Perú, a més d'establir una dependència espanyola sobre ell. Va obtenir el títol de marquès i els seus descendents van tenir el títol de marquesos de la Conquesta, però amb el nom d'Atavillos, sent aquest el títol utilitzat pel cronista don Francisco López de Gómara en la seva Història General de les Índies, capítol CXXXII. També va ser anomenat com a marquès per Pedro Cieza de Lleó en el seu llibre Chrónica del Perú. Per a les seves hosts indígenes era conegut com Apu (‘cap’, ‘senyor’, ‘general’) o Machu Capitán (‘vell capità’).

## Infància i joventut

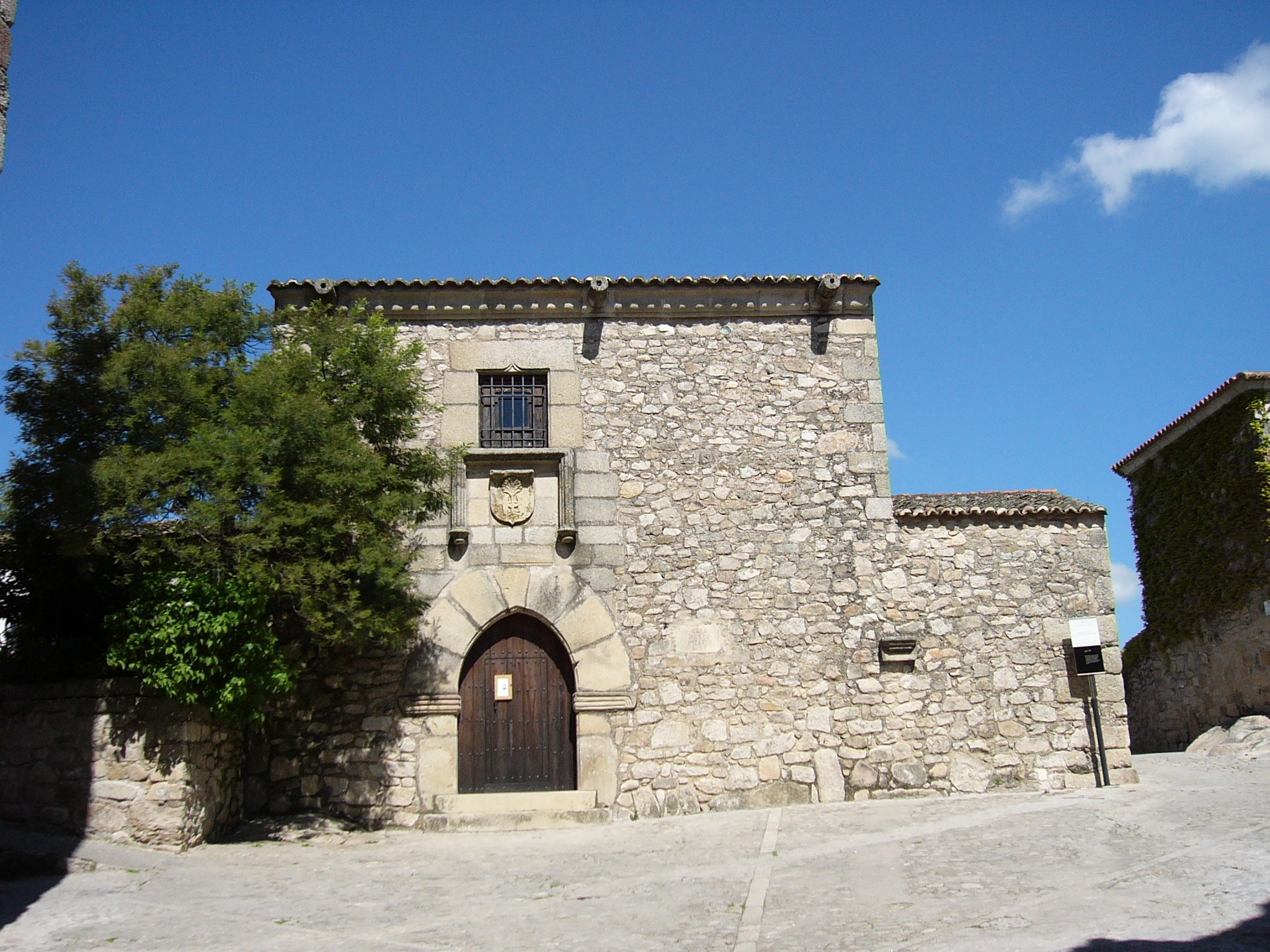
Casa-museu de Pizarro a Trujillo.

Francisco Pizarro va néixer a Trujillo (Càceres). No és clara la data exacta del seu naixement, ja que alguns historiadors la daten el 16 de març de 1476 i d'altres, en canvi, el mateix dia de l'any 1478. Va ser fill legítim del noble Gonzalo Pizarro Rodríguez de Aguilar, militar, i de Francisca González Mateos, pertanyent a una família de 'cristianos viejos', comerciants tèxtils i pagesos. En quedar orfe de jove i sense fortuna, fou col·locada al servei de la monja Beatriz Pizarro de Hinojosa, que era tieta del pare de Francisco Pizarro.
Era el germà gran de Gonzalo Pizarro, Juan Pizarro i Hernando Pizarro.
La infància de Francisco Pizarro González va ser molt pobre i difícil, fet que va provocar que es dediqués a cuidar porcs.
En la seva etapa de joventut, entre el 1498 i el 1501, va lluitar al costat del seu pare a les campanyes italianes de Gonzalo Fernández de Córdoba. Poc després d'arribar les primeres notícies del descobriment del Nou Món, Pizarro vivia a Sevilla. Va salpar cap allà el 1502.

## Els primers anys a Amèrica

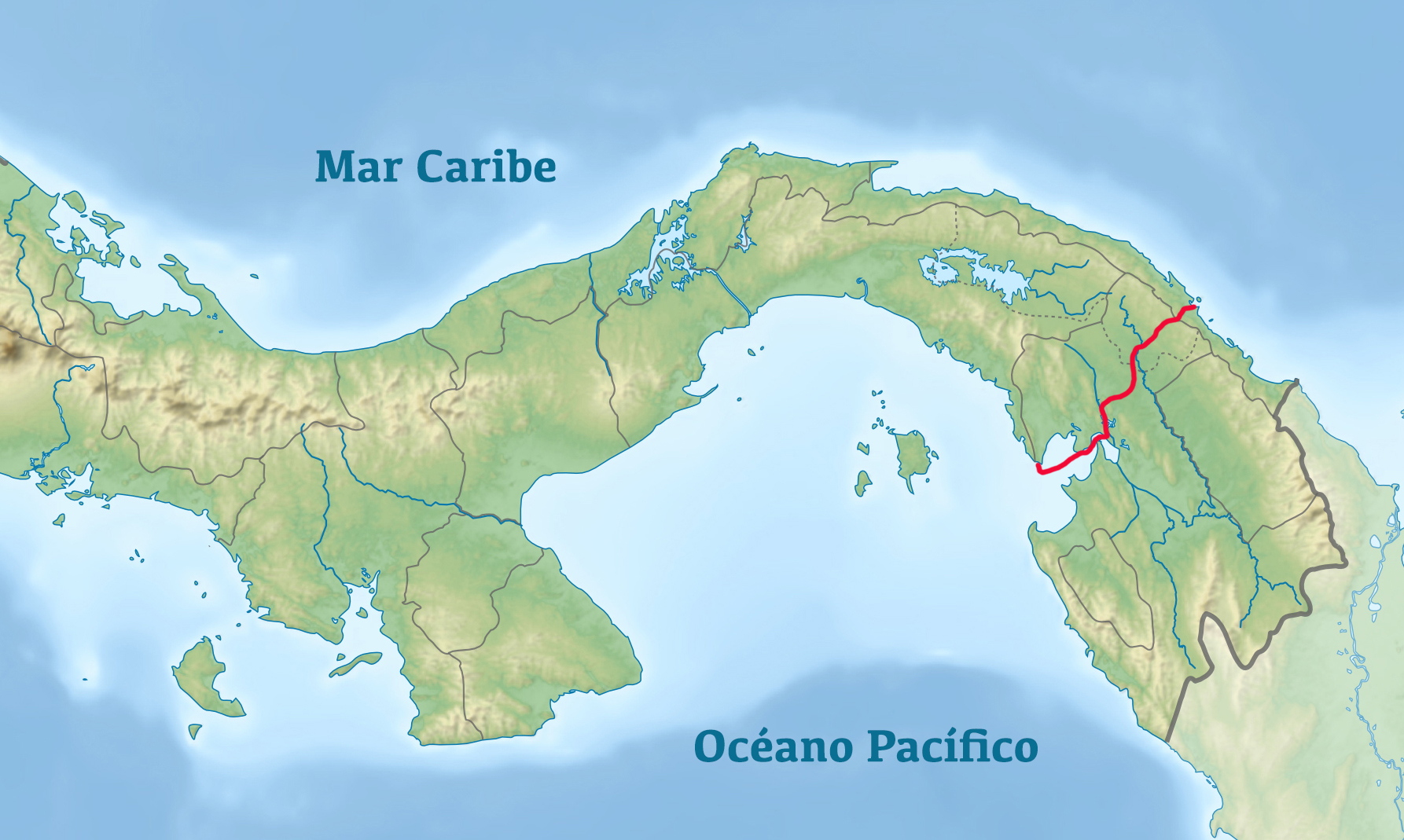
Ruta seguida per Balboa en el seu descobriment de la Mar del Sud de 1513.

Pocs mesos més tard, arriba a Amèrica l'expedició de Nicolás de Ovando, el nou governador de la Hispaniola. El fort caràcter de Pizarro, i la seva poca disposició a l'activitat sedentària, fan que participi en l'expedició d'Alonso de Ojeda per explorar l'Amèrica Central (1510). Poc temps després, també participa en l'expedició de Vasco Núñez de Balboa, que culminà amb el descobriment del Mar del Sud (l'oceà Pacífic) el 1513, després de creuar l'istme de Panamà. Com a premi, Pizarro va rebre un repartimiento de Pedro Arias de Ávila, entre el 1519 i el 1523.
El 1524, les històries de Pascual de Andagoya sobre el "Biru" (l'Imperi Inca del Perú) i les grans riqueses d'or i plata que amagava, encisen a Pizarro, qui s'associa amb el soldat Diego de Almagro i amb el mossèn Hernando de Luque, amb l'objectiu de conquerir tot el "Biru". Els tres homes decideixen repartir-se les responsabilitats de l'expedició: Pizarro era el comandant, Almagro s'encarregava de la logística militar i dels aliments i Luque s'encarregava del tema econòmic i de la provisió d'ajuda. Existeix el rumor que hi havia un quart associat, el llicenciat Espinosa, que no va voler figurar de manera oficial, però que va ser el principal finançador d'aquestes expedicions.
Aquesta missió fou batejada com Empresa del Levante (Empresa de Llevant).

## Primera expedició
El 13 de setembre de 1524 va sortir la primera expedició amb 80 homes i 4 cavalls, des de Panamà, amb l'objectiu de conquerir tot el Perú. Diego de Almagro es va quedar, durant un temps més, reclutant més soldats i queviures.
Aquesta primera expedició va resultar tot un fracàs, perquè l'exèrcit no va arribar molt més lluny que de Colòmbia en la seva travessia per l'Oceà Pacífic. En aquella zona només van trobar mal temps, poc menjar i uns nadius molt agressius. Almagro va perdre un ull per culpa d'una fletxa. A més, els noms que els espanyols anaven deixant pels llocs on passaven, demostren les situacions tan incòmodes que vivien: Puerto Deseado (Port Desitjat), Puerto del Hambre (Port de la Fam) i Puerto Quemado (Port Cremat), a la costa de Colòmbia.
Finalment, la batalla de Punta Quemada posà punt final a la primera temptativa de conquesta de Pizarro, qui decidí retornar a Panamà, l'any 1525.

## Segona expedició
Dos anys després de la primera expedició, Pizarro, Almagro i Luque comencen a preparar la segona expedició, amb el permís del governador de Panamà, Pedro Arias Dàvila. Quan aquest decideix anar a explorar la zona de Nicaragua, el nou governador, Pedro de los Rios, dona el vistiplau a aquesta segona expedició.
L'agost de 1526, l'expedició surt de Panamà amb 2 vaixells, 160 homes i bastants cavalls, arribant al riu Sant Joan i més al Sud que en el primer intent. Mentre Pizarro seguia explorant nous territoris, Almagro retornà a Panamà a cercar reforços. En aquell temps, Bartolomé Ruiz, un dels capitans de Pizarro, aconseguí capturar un rai de nadius de Tumbes, que carregava grans quantitats de tèxtils, objectes de ceràmica, or, plata i maragdes.
Aquest fet provoca l'augment de la cobdícia del grup en aconseguir més terres i més tresors. A partir d'aquell moment van començar a segrestar a alguns indígenes, per utilitzar-los d'intèrprets. El grup de Bartolomé Ruiz es va tornar a reunir amb Pizarro, i amb els 80 nous homes que portava Almagro, que havien arribat feia poc des d'Espanya. El descobriment de Ruiz va revitalitzar el grup, que després d'un dur viatge arribà a Atacames, en la costa de l'Equador.
En aquestes terres, els conqueridors van trobar una població nativa molt violenta, que acabava d'assimilar-se dins de l'Imperi Inca. Després d'algunes disputes entre Pizarro i Almagro, s'acordà que Pizarro s'esperaria en un lloc segur, l'Illa del Gallo, mentre que Almagro i Luque retornarien a Panamà a cercar més reforços.

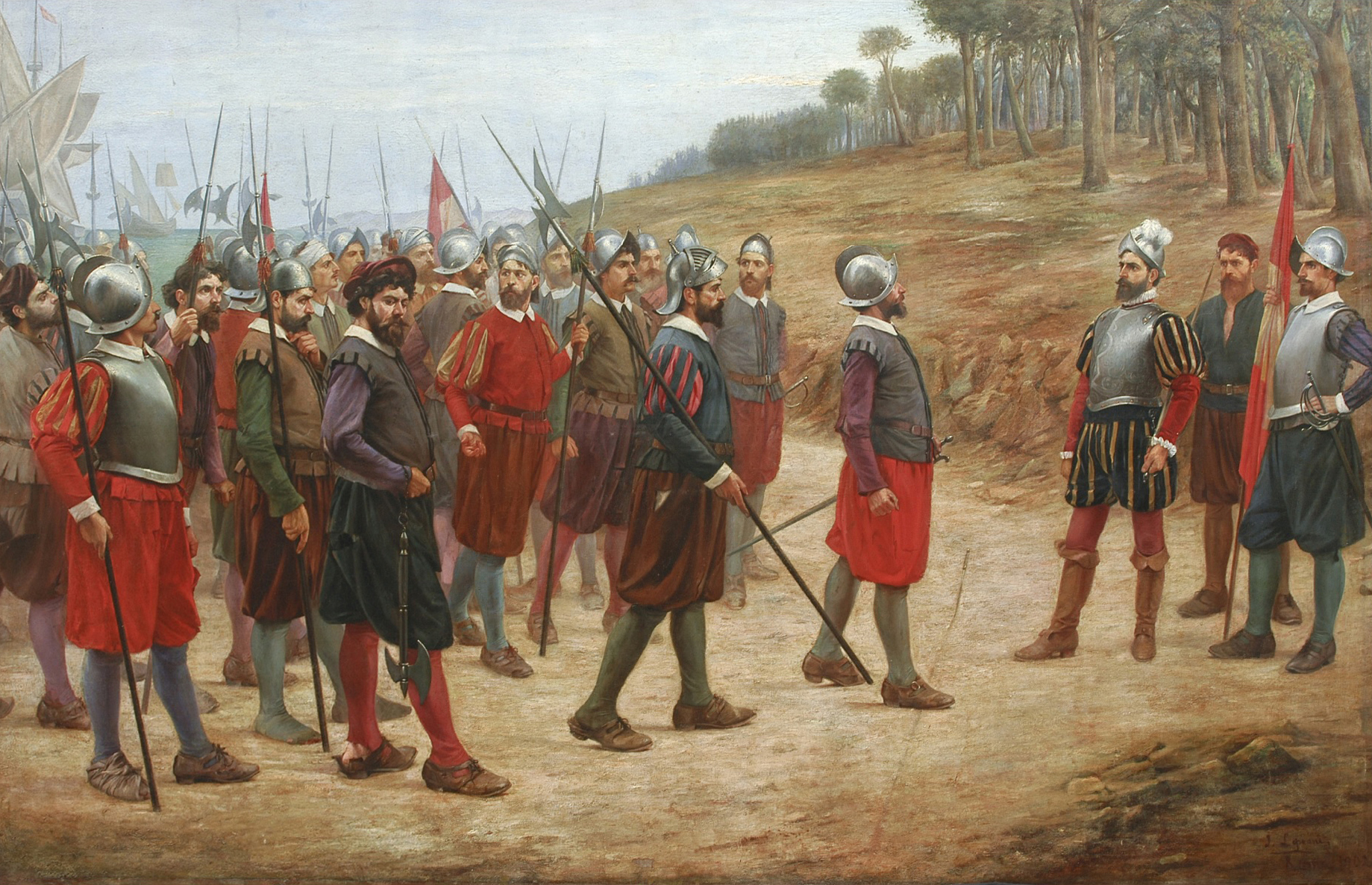
Francisco Pizarro a l'illa del Gallo, convidant als seus soldats a creuar la línia traçada a terra, si desitjaven seguir en la seva expedició cap al Perú. Pintura de Juan Lepiani (1902).

Un cop allà, Pedro de los Rios va denegar una tercera expedició amb reforços, l'any 1527, després de conèixer les històries sobre els homes que havien emmalaltit i mort en el trajecte. Es diu que a més, un soldat ferit, Sarabia, va enviar camuflat el missatge següent: Pues Señor Gobernador, mírelo bien por entero; que allá va el recogedor y aquí queda el carnicero. Com a resposta, el governador va decidir enviar dos vaixells, dirigits per Juan Tafur, amb l'objectiu de retornar a Pizarro a Panamà.

Quan Tafur va arribar a l'Illa del Gallo, Pizarro va mostrar la seva negativa a tornar i, tot dibuixant una línia a terra va dir: 
Camaradas y amigos, de este lado se encuentran la muerte, las penas y el hambre. Del otro, el placer. Sean testigos de què he sido el primero en la necesidad, el primero en el ataque y el último en la retirada. De este lado se va a España, permaneciendo pobre. Del otro lado, hacia el Perú para volverse rico y llevar la palabra de Cristo. Ustedes eligen.
Només 13 homes, dels 80, van creuar la línia, reunint-se amb Pizarro, i van rebre la denominació dels Tretze de la Fama. La resta van retornar a Panamà. Mesos més tard, Almagro i Luque van aconseguir el permís per anar a trobar Pizarro, però només tenien 6 mesos per tornar i donar per finalitzada l'expedició.
L'abril de 1528, Pizarro, Almagro i Luque van arribar a la costa de Tumbes, on van ser rebuts amb una calorosa benvinguda, de manera molt hospitalària. Els indígenes els van considerar com els Fills del Sol, per la brillantor de les seves armadures. En aquell lloc, va ser el primer cop on els espanyols van veure una llama, a qui Pizarro anomenà «petit camell». Poc temps després, el grup decidí retornar a Panamà, per preparar la tercera i darrera expedició. Abans de tornar, van intercanviar a un parell d'homes perquè aprenguessin els costums de la zona. Un dels indígenes que els va servir d'intèrpret en el retorn va ser Felipillo.

## Tercera expedició: Capitulació de Toledo
Després de les dues primeres expedicions, i davant la negativa de Pedro de los Rios de seguir donant suport a més expedicions cap al sur, Pizarro es va dirigir a Espanya el 1529, per demanar a l'emperador Carles V, els títols i el suport necessari per a la conquesta. El rei accepta, i la reina Isabel de Portugal i d'Aragó signa la Capitulació de Toledo, el 17 d'agost de 1529, per l'absència del rei obtenint ajuda i molts beneficis, principalment per a ell, com el nomenament d'ell mateix com a governador, capità general i adelantado de la provincia del Perú o Governació de Nova Castella, des de Tempulla o Santiago, a la costa de l'actual Ecuador fins a Chincha, fet que provocarà moltes complicacions futures amb Diego de Almagro. En aquell temps retorna a Trujillo per convèncer els seus germans i amics que l'acompanyin, com Francisco de Orellana, futur descobridor de l'Amazones. Un cop arriben de nou a Panamà, comencen els problemes entre ell i Almagro. Finalment, la conquesta del Perú s'inicia el 27 de desembre de 1531.

## Conquesta espanyola de l'Imperi Inca

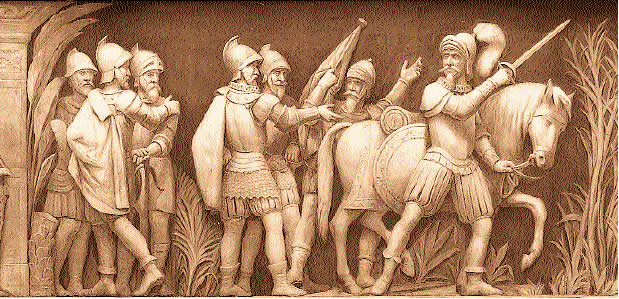
Arribada de Pizarro al Perú

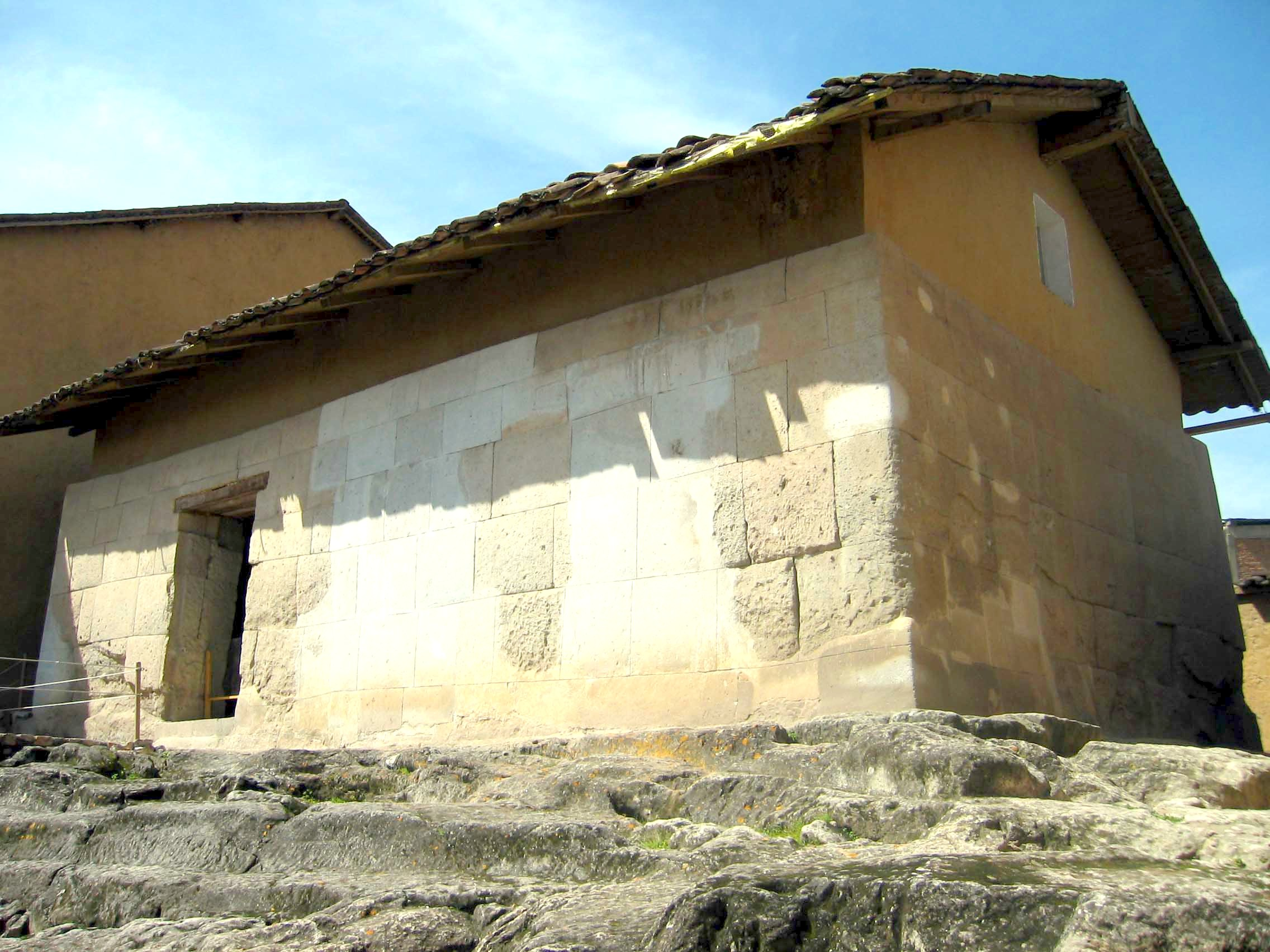
Habitació del rescat d'Atahualpa a Cajamarca (Perú). Els inques el van omplir un cop d'or, i dos de plata.

El 1531 Pizarro arriba al Perú, escenari d'una guerra civil dins del cor de l'Imperi Inca, que enfronta a l'Inca Atahualpa i al seu germà Huascar. El grup de Pizarro s'endinsà al territori inca amb 180 soldats i 37 cavalls, tot dirigint-se a Cajamarca i empresonant a Atahualpa.
Després de fer pagar un rescat d'una habitació (de 5 per 7 metres) plena d'or i dues plenes de plata, fins on arribés el braç aixecat de l'Inca, Pizarro no només no allibera a Atahualpa, com havia promès, sinó que l'executa amb l'excusa que havia manat matar el seu germà i preparava una sublevació a tot el país.
A continuació, Pizarro s'alia amb la noblesa del Cuzco, partidària de Huascar, fet que permet completar sense resistència la conquesta del Perú. Després de nomenar Inca a un germà de Atahualpa, Toparpa, es dirigeix al Cuzco, capital de l'Imperi Inca, conquerint-la el novembre de 1533. El seu germà Juan Pizarro esdevé el nou regidor de la ciutat.
El 18 de gener de 1535, es funda la Ciutat de los Reyes, més tard coneguda com a Lima. Mentrestant, el seu germà Hernando Pizarro, que havia retornat a Espanya a entregar el Cinquè del Rei a la corona, es reuneix amb Pizarro per donar-li el títol de marquès, i amb Almagro, per donar-li el d'Avançat, juntament amb els territoris que rebien.

## Guerra Civil entre espanyols
Almagro, considerant que el Cuzco formava part de la seva jurisdicció, va destituir a Juan Pizarro i el va empresonar amb el seu germà, Gonzalo Pizarro. Francisco Pizarro va viatjar de Lima a Cuzco i va firmar un acord amb Almagro, qui es va dirigir cap a Xile.
Al retornar de la seva infructuosa expedició, Almagro va intentar recuperar la ciutat del Cuzco, defensada per Hernando Pizarro, i que estava sent assetjada per un exèrcit d'inques comandats per Manco Cápac II. Almagro va empresonar a Hernando i Gonzalo Pizarro i va derrotar a Alonso de Alvarado, el lloctinent de Pizarro, a la Rota d'Abanday. Poc després, es va arribar a un nou acord amb Pizarro a Mala, l'any 1537.
Aquesta segona pau va ser molt curta, i els bàndols es van tornar a enfrontar a la batalla de les Salinas, l'any 1538, a prop del Cuzco. Finalment, els almagristes van ser derrotats, i Diego de Almagro va ser processat, condemnat a mort i executat per Hernando Pizarro, a la Plaça Major del Cuzco, el 8 de juliol de 1538. Després de la mort d'Almagro, Pizarro es va dedicar a consolidar la colònia espanyola i a fomentar les activitats colonialitzadores.

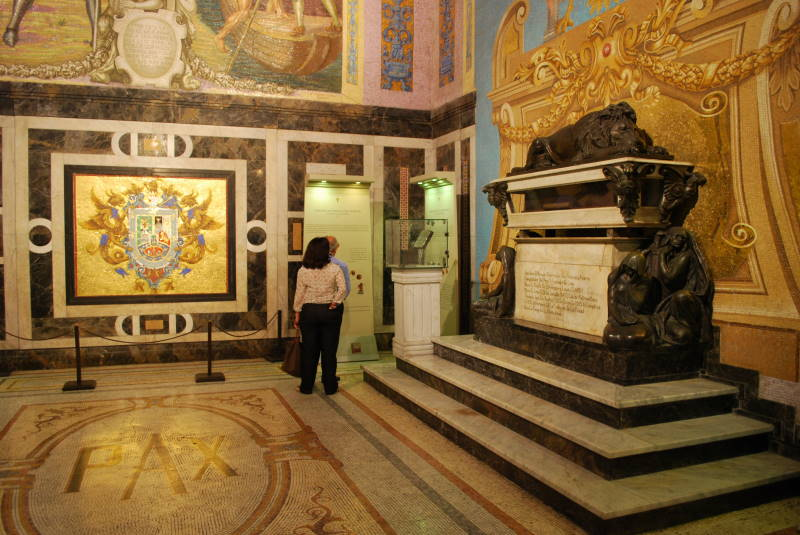
Tomba de Pizarro a la catedral de Lima.

Tot i la mort del seu líder, els partidaris d'Almagro es van agrupar al voltant del seu fill, Diego de Almagro el Mozo i, sota el comandament de Juan de Rada, van aconseguir entrar al Palau de Pizarro a Lima, i el van matar el 26 de juny de 1541.

## Estudi forense de les seves restes
Els seus ossos, que descansen a la catedral de Lima, van ser estudiats per l'antropòleg forense Edwin Greenwich Centeno el 2007, i va arribar a la conclusió que Pizarro va morir amb al menys vint ferides d'espasa; compta amb detall la successió de fets segons les petjades de les armes deixades en els ossos. Greenwich afirma que per les evidències «Pizarro es va defensar bravament» ja que va rebre una estocada que indica el buidatge de l'ull esquerre i un altre tall recte al pòmul dret. També li van seccionar part de l'os d'un colze d'un sol cop. També hi talls a la sisena vèrtebra toràcica, al pit, a la primera lumbar i a l'estómac.
Entre les ferides més greus n'hi ha dues que van ser mortals de necessitat. Una va ser a la zona de la gola, entre la quarta i cinquena vèrtebra cervical; s'hi veu l'empremta d'una espasa que entra, talla i fractura l'os. Mentre que l'altra lesió perimortem o post mortem, és un intent de decapitació que se situa en la primera vèrtebra cervical; el seu tall va arribar des del costat dret i es va acostar a una artèria que porta sang al cervell. Finalment, hi ha també fractures al crani, que són del càntir amb el que el van copejar al final.
Va morir passats els seixanta anys d'edat, un supervivent per a la seva època; de complexió robusta, sobrepassava 1,74 m d'alçada. Patia d'artrosi i artritis, amb problemes en les seves articulacions. Tenia hèrnies discals. Patia dolor i caminava amb dificultat. Ja no podia cavalcar i no menjava carn. Tenia creixements ossis pels talons, el que indica que va caminar molt en la seva vida.